# Gotta Serve Somebody
Gotta Serve Somebody är en låt skriven av Bob Dylan 1979. Låten blev Dylans första hit på tre år och vann 1980 en Grammy för bästa rocklåt.
Dylan härmade i låten Ray J. Johnsson Jr. när han sjöng "You may call me R.J., you may call me Ray". Johnsson sa egentligen "You can call me Ray, or you can call me Jay".
John Lennon gjorde låten "Serve Yourself" som respons.
"Gotta Serve Somebody" är med i det officiella soundtracket till Sopranos.

## Album
- Slow Train Coming - 1979
- Biograph - 1985
- Dylan & the Dead - 1988
- Bob Dylan's Greatest Hits Volume 3 - 1994
- The Essential Bob Dylan - 2000
- The Best of Bob Dylan - 2000
- Blues - 2006
- Dylan - 2007